# Scoot Henderson
Ne doit pas être confondu avec Scott Henderson.
Pour les articles homonymes, voir Henderson.
Sterling « Scoot » Henderson, né le 3 février 2004 à Marietta dans l'État de Géorgie, est un joueur américain de basket-ball mesurant 1,88 m et évoluant au poste de meneur pour la franchise des Trail Blazers de Portland.

## Biographie
Henderson joue au lycée Carlton J. Kell (en) de Marietta en Géorgie.
Après son lycée, il est considéré comme l'un des meilleurs meneurs de sa classe d'âge.
Le 21 mai 2021, Henderson annonce qu'il ne va pas continuer sa carrière amateur au niveau universitaire (NCAA) mais passer directement professionnel et rejoindre le NBA G League Ignite, une équipe de NBA G-League spécialisée dans le développement de jeunes joueurs. Il devient ainsi le plus jeune joueur professionnel de l'histoire du sport américain et signe un contrat de deux ans pour un million de dollars,,.

### NBA G League Ignite (2021-2023)
Lors de son troisième match avec le Ignite, il marque 31 points, prend six rebonds et fait cinq passes décisives et trois interceptions face aux Warriors de Santa Cruz. Il enchaine ensuite avec un double-double (22 points, 10 rebonds et 8 passes décisives),.
Le 4 et le 6 octobre 2022, il affronte les Metropolitans 92 du Français Victor Wembanyama à Las Vegas. Ces deux matches d'exhibition sont diffusés sur ESPN. Lors du premier match, Henderson termine à 28 points, 5 rebonds et 9 passes décisives, avec la victoire de son équipe. Il se blesse lors du second match après 4 minutes 30 de jeu.
Il est considéré comme un des deux candidats pour le premier choix de la draft 2023 de la NBA, avec Victor Wembanyama.
Pour son troisième match de la saison 2022-2023, Henderson délivre 16 passes décisives lors de la première victoire des siens, ce qui constitue son record en carrière. Henderson manque les 5 derniers matches de la saison.

### Carrière NBA

#### Trail Blazers de Portland (depuis 2023)

##### Saison 2023-2024: des débuts décevants et inquiétants
Sélectionné en 3e position de la draft 2023 de la NBA par les Trail Blazers de Portland, Scoot Henderson était attendu comme le successeur potentiel d'une légende de la franchise, en la personne de Damian Lillard. Cependant, sa première saison est en deçà des attentes. Avec des moyennes de 14 points, 5 passes décisives et 3 rebonds par match, son inefficacité au tir (38,8 % de réussite) et ses 3,3 pertes de balle par rencontre suscitent des inquiétudes quant à son adaptation au niveau NBA,.

#### Saison 2024-2025: des doutes persistants
Lors de sa deuxième saison, les statistiques de Henderson stagnent, avec une légère baisse de sa moyenne de points à 12,7 par match et une adresse à trois points toujours préoccupante à 30 % sur la première partie de saison,.

## Palmarès

### Distinction personnelle
- NBA G League Next Up Game en 2023

## Statistiques

### NBA Gatorade League
| Saison    | Équipe              | Matchs | Titul. | Min./m | % Tir | % 3pts | % LF | Rbds/m. | Pass/m. | Int/m. | Ctr/m. | Pts/m. |
| --------- | ------------------- | ------ | ------ | ------ | ----- | ------ | ---- | ------- | ------- | ------ | ------ | ------ |
| 2021-2022 | NBA G League Ignite | 10     | 4      | 31,5   | 46,0  | 25,0   | 77,8 | 4,60    | 4,80    | 1,60   | 0,30   | 14,70  |
| 2022-2023 | NBA G League Ignite | 19     | 18     | 30,7   | 42,9  | 27,5   | 76,4 | 5,40    | 6,50    | 1,10   | 0,50   | 16,50  |
| Carrière  | Carrière            | 29     | 22     | 31,1   | 44,45 | 26,25  | 77,1 | 5,00    | 5,65    | 1,35   | 0,40   | 15,60  |

### Saison régulière
| Saison    | Équipe   | Matchs | Titul. | Min./m | % Tir | % 3pts | % LF | Rbds/m. | Pass/m. | Int/m. | Ctr/m. | Pts/m. |
| --------- | -------- | ------ | ------ | ------ | ----- | ------ | ---- | ------- | ------- | ------ | ------ | ------ |
| 2023-2024 | Portland | 62     | 32     | 28,5   | 38,5  | 32,5   | 81,9 | 3,10    | 5,40    | 0,80   | 0,20   | 14,00  |
| 2024-2025 | Portland | 66     | 10     | 26,7   | 41,9  | 35,4   | 76,7 | 3,00    | 5,10    | 1,00   | 0,20   | 12,70  |
| Carrière  | Carrière | 128    | 42     | 27,5   | 40,1  | 34,0   | 79,3 | 3,10    | 5,20    | 0,90   | 0,20   | 13,30  |

## Records sur une rencontre en NBA
Les records personnels de Scoot Henderson en NBA sont les suivants, :
| Type de statistique        | Saison régulière | Saison régulière                | Saison régulière | Playoffs | Playoffs   | Playoffs |
| Type de statistique        | Record           | Adversaire                      | Date             | Record   | Adversaire | Date     |
| -------------------------- | ---------------- | ------------------------------- | ---------------- | -------- | ---------- | -------- |
| Points                     | 39               | Nets de Brooklyn                | 14 janvier 2025  |          |            |          |
| Paniers marqués            | 13               | Nets de Brooklyn                | 14 janvier 2025  |          |            |          |
| Paniers tentés             | 31               | Suns de Phoenix                 | 14 janvier 2024  |          |            |          |
| Paniers à 3 points réussis | 8                | Nets de Brooklyn                | 14 janvier 2025  |          |            |          |
| Paniers à 3 points tentés  | 10               | 2 fois                          | 2 fois           |          |            |          |
| Lancers francs réussis     | 11               | @ Nuggets de Denver             | 2 février 2024   |          |            |          |
| Lancers francs tentés      | 12               | @ Nuggets de Denver             | 2 février 2024   |          |            |          |
| Rebonds offensifs          | 4                | 2 fois                          | 2 fois           | -        | -          | -        |
| Rebonds défensifs          | 6                | 2 fois                          | 2 fois           |          |            |          |
| Rebonds totaux             | 8                | @ Nuggets de Denver             | 4 février 2024   |          |            |          |
| Passes décisives           | 15               | Pelicans de La Nouvelle-Orléans | 9 avril 2024     |          |            |          |
| Interceptions              | 3                | 2 fois                          | 2 fois           |          |            |          |
| Contres                    | 2                | 2 fois                          | 2 fois           |          |            |          |
| Balles perdues             | 6                | @ Timberwolves de Minnesota     | 12 janvier 2024  |          |            |          |
| Minutes jouées             | 40               | Suns de Phoenix                 | 14 janvier 2024  |          |            |          |

- Double-double : 8
- Triple-double : 0

Dernière mise à jour : 18 janvier 2025